# Cristierno Gonzaga
Cristierno Vincenzo Gonzaga (Castiglione delle Stiviere, 30 settembre 1580 – Solferino, settembre 1630) è stato un nobile italiano e marchese di Solferino.

## Biografia

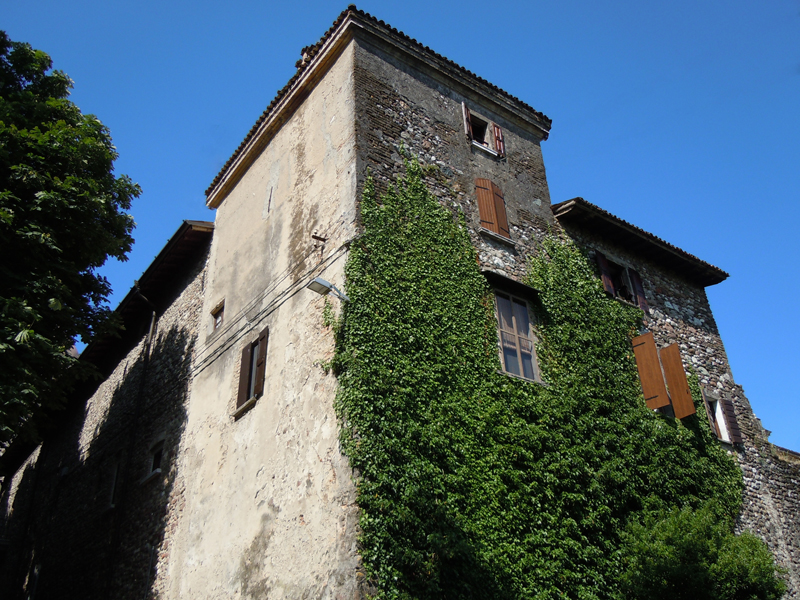
Solferino, Castello di Orazio Gonzaga

Figlio di Ferrante e di Marta Tana di Santena, divenne marchese di Solferino per disposizione imperiale dopo la morte di Orazio Gonzaga.
Non fu mai bene accetto dai suoi sudditi per i suoi brutali metodi oppressivi, tant'è che nel gennaio 1605 fu oggetto di aggressione nei pressi del suo palazzo.
Nel dicembre 1605 sposò Marcella Malaspina, figlia del defunto marchese Alfonso, feudatario di Gragnola in Lunigiana. Il matrimonio fu osteggiato dal fratello Francesco, con quale non aveva buoni rapporti, e da tutta la famiglia per ragioni di eredità.

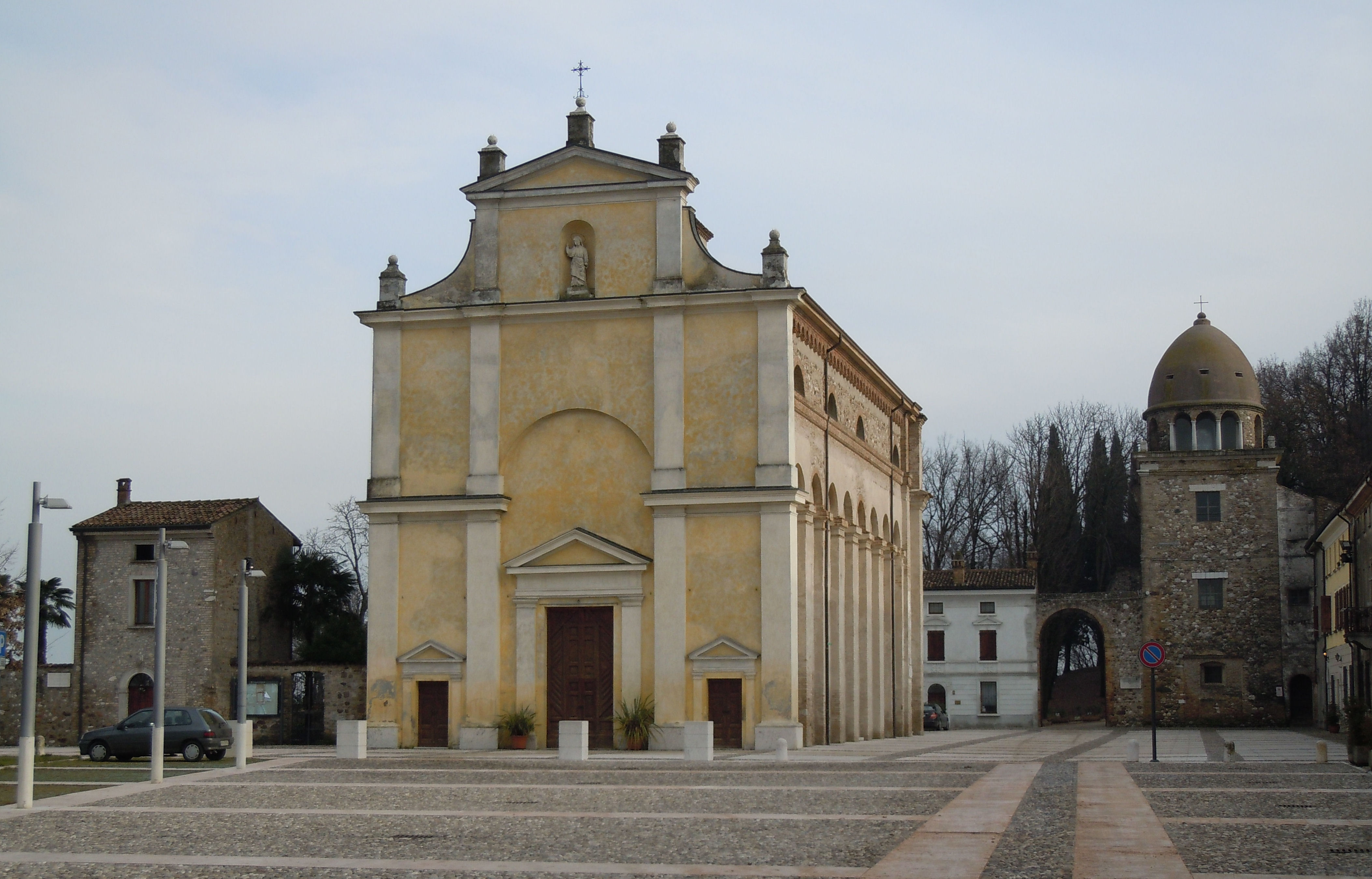
Solferino, piazza castello.

Nel 1616 fu nominato tutore, assieme al cardinale TeodoroTrivulzio, del nipote Luigi, figlio del defunto fratello Francesco, ma fra i due iniziarono subito i litigi.
Nel 1619 gli abitanti di Solferino, stanchi dei soprusi di Cristierno, inviarono una delegazione a Mantova presso il duca Ferdinando chiedendo il suo intervento; la vertenza si ricompose solo l'anno successivo.
Nel 1630 l'arrivo della peste nel mantovano falcidiò la sua famiglia, portando alla morte prima la moglie Marcella, quindi la figlia Luigia, a settembre Cristierno e a novembre il figlio Francesco.
Suo successore fu il figlio Carlo.

## Discendenza
Cristierno e Marcella ebbero tre figli:
- Luigia (1611-1630);
- Carlo (1616-1680), principe di Castiglione e di Solferino;
- Francesco (1618-1630).

## Ascendenza
|                     |             |                         | Genitori                   |  |  | Nonni |  |  | Bisnonni        |  |  | Trisnonni            |  |
|                     |             |                         |                            |  |  |       |  |  | Rodolfo Gonzaga |  |  | Ludovico III Gonzaga |  |
|                     |             |                         |                            |  |  |       |  |  | Rodolfo Gonzaga |  |  | Ludovico III Gonzaga |  |
|                     |             | Barbara di Brandeburgo  |                            |  |  |       |  |  | Rodolfo Gonzaga |  |  |                      |  |
| Aloisio Gonzaga     |             |                         |                            |  |  |       |  |  | Rodolfo Gonzaga |  |  |                      |  |
|                     |             | Caterina Pico           | Gianfrancesco I Pico       |  |  |       |  |  |                 |  |  |                      |  |
|                     |             | Caterina Pico           | Gianfrancesco I Pico       |  |  |       |  |  |                 |  |  |                      |  |
|                     |             | Caterina Pico           | Giulia Boiardo             |  |  |       |  |  |                 |  |  |                      |  |
| Ferrante Gonzaga    |             | Caterina Pico           |                            |  |  |       |  |  |                 |  |  |                      |  |
|                     |             | Gian Giacomo Anguissola | Giovanni Carlo Anguissola  |  |  |       |  |  |                 |  |  |                      |  |
|                     |             | Gian Giacomo Anguissola | Giovanni Carlo Anguissola  |  |  |       |  |  |                 |  |  |                      |  |
|                     |             | Gian Giacomo Anguissola | Caterina Torelli d'Aragona |  |  |       |  |  |                 |  |  |                      |  |
| Caterina Anguissola |             | Gian Giacomo Anguissola |                            |  |  |       |  |  |                 |  |  |                      |  |
|                     |             | Angela Radini Tedeschi  | Daniele Radini Tedeschi    |  |  |       |  |  |                 |  |  |                      |  |
|                     |             | Angela Radini Tedeschi  | Daniele Radini Tedeschi    |  |  |       |  |  |                 |  |  |                      |  |
|                     |             | Angela Radini Tedeschi  | ...                        |  |  |       |  |  |                 |  |  |                      |  |
| Cristierno Gonzaga  |             | Angela Radini Tedeschi  |                            |  |  |       |  |  |                 |  |  |                      |  |
|                     | Ercole Tana | Baldassarre Tana        |                            |  |  |       |  |  |                 |  |  |                      |  |
|                     | Ercole Tana | Baldassarre Tana        |                            |  |  |       |  |  |                 |  |  |                      |  |
|                     | Ercole Tana | ...                     |                            |  |  |       |  |  |                 |  |  |                      |  |
| Baldassarre Tana    | Ercole Tana |                         |                            |  |  |       |  |  |                 |  |  |                      |  |
|                     |             | Elena Benso di Mondonio | Bartolomeo Benso           |  |  |       |  |  |                 |  |  |                      |  |
|                     |             | Elena Benso di Mondonio | Bartolomeo Benso           |  |  |       |  |  |                 |  |  |                      |  |
|                     |             | Elena Benso di Mondonio | Tommasina Vignati          |  |  |       |  |  |                 |  |  |                      |  |
| Marta Tana          |             | Elena Benso di Mondonio |                            |  |  |       |  |  |                 |  |  |                      |  |
|                     |             | Girolamo della Rovere   | Stefano della Rovere       |  |  |       |  |  |                 |  |  |                      |  |
|                     |             | Girolamo della Rovere   | Stefano della Rovere       |  |  |       |  |  |                 |  |  |                      |  |
|                     |             | Girolamo della Rovere   | Luchesia della Rovere      |  |  |       |  |  |                 |  |  |                      |  |
| Anna della Rovere   |             | Girolamo della Rovere   |                            |  |  |       |  |  |                 |  |  |                      |  |
|                     |             | Maria Grimaldi          | Giovanni II di Monaco      |  |  |       |  |  |                 |  |  |                      |  |
|                     |             | Maria Grimaldi          | Giovanni II di Monaco      |  |  |       |  |  |                 |  |  |                      |  |
|                     |             | Maria Grimaldi          | Libera Portoneri           |  |  |       |  |  |                 |  |  |                      |  |
|                     |             | Maria Grimaldi          |                            |  |  |       |  |  |                 |  |  |                      |  |